# Каспийский саммит

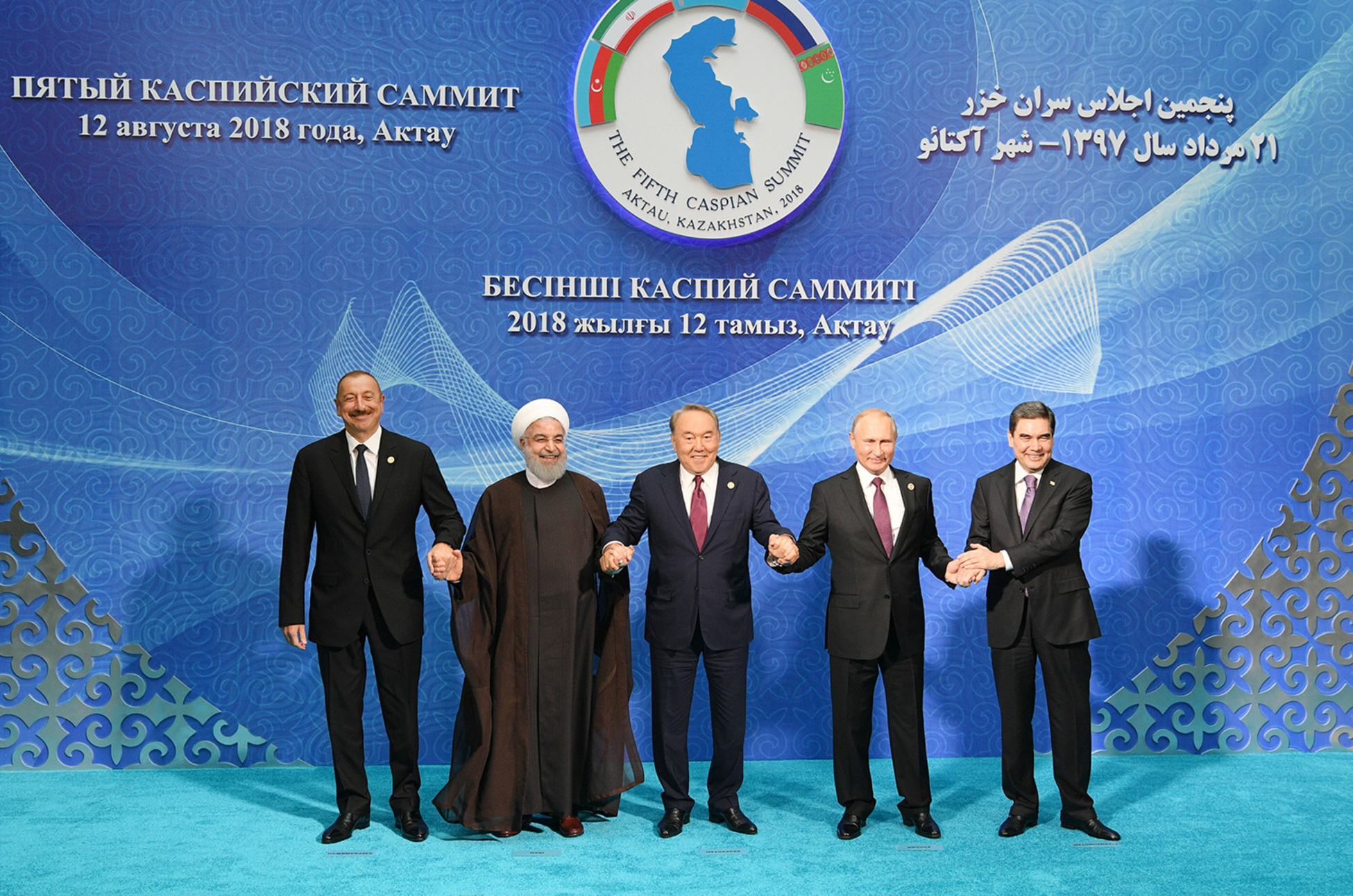
Главы прикаспийских государств выступили с заявлениями для прессы на Актауском саммите (2018)

Каспийский саммит — общее название встреч глав пяти прикаспийских государств (России, Казахстана, Туркменистана, Ирана и Азербайджана — так называемой «каспийской пятёрки»), которые проходят с 2002 года.
В советский период Каспийское море было практически внутренним водным бассейном в пределах границ СССР и омывало берега Ирана на юге. До 1992 года статус Каспия регулировался советско-иранскими договорами. После распада Советского Союза появление новых независимых государств — Азербайджана, Казахстана и Туркменистана — подняло вопрос о разделе Каспийского моря.
Встречи представителей прибрежных государств показали, что быстро решить вопрос об урегулировании статуса Каспийского моря невозможно, в связи с чем возникла необходимость обсудить этот вопрос на саммите. Встреча глав пяти прикаспийских государств, состоявшаяся в Ашхабаде 22—23 апреля 2002 года, имела историческое значение. Саммит привлёк внимание к двум основным аспектам: 1) впервые прикаспийские государства обсудили вопросы, связанные с Каспийским морем в целом и 2) впервые Ашхабадский саммит включал поиск компромисса между главами всех прибрежных государств по статусу Каспия.

## I Каспийский саммит
23—24 апреля 2002 года в столице Туркменистана Ашхабаде состоялся первый Саммит прикаспийских государств.
Саммит глав прикаспийских государств с участием президентов Гейдара Алиева (Азербайджан), Сапармурата Ниязова (Туркменистан), Мохаммада Хатами (Иран), Нурсултана Назарбаева (Казахстан) и Владимира Путина (Россия) стал первой встречей такого рода. На закрытом заседании Россия, Азербайджан и Казахстан выступили в защиту совместного использования морских месторождений вдоль средней линии и совместного использования морской поверхности. Туркменистан занял другую позицию, настаивая на разделе Каспийского моря. В то же время президент Туркменистана вновь заявил, что никто не должен применять силу на Каспии, разжигать конфликты или споры, а все разногласия должны разрешаться путём переговоров. На этом саммите главы прикаспийских государств впервые высказали свои взгляды на правовой статус Каспийского моря.

## II Каспийский Саммит
16 октября 2007 года в Тегеране состоялся второй саммит прикаспийских государств. По итогам саммита главами прикаспийских государств была подписана Декларация, состоящая из 25 пунктов.
В Декларации зафиксировано, что геополитические и национальные события и процессы в Каспийском регионе должны приниматься во внимание прикаспийскими государствами. В то же время были зафиксированы существующие соглашения между пятью государствами и, следовательно, необходимость совершенствования правового режима Каспийского моря и принятия Конвенции о правовом статусе Каспийского моря.

## III Каспийский Саммит
18 ноября 2010 года в Баку состоялся третий Каспийский саммит. Главы прикаспийских государств подписали соглашение о сотрудничестве в области безопасности на Каспии. Документ включал в себя нормы и принципы международного права, независимости, суверенитета, территориальной целостности, нерушимости границ, неприменения силы. В статье 1 соглашения говорится, что безопасность Каспийского моря является исключительным правом прибрежных государств.

## IV Каспийский Саммит
29 сентября 2014 года в Астрахани состоялся четвёртый Каспийский саммит. Прикаспийские государства обсудили правовой статус, безопасность, биологические ресурсы и экологические проблемы Каспийского моря.
В конце саммита президенты подписали соглашения, охватывающие сотрудничество в области гидрометеорологии Каспийского моря, а также по предотвращению и ликвидации последствий чрезвычайных ситуаций на Каспийском море, охране и рациональному использованию водных ресурсов Каспийского моря.

## V Каспийский Саммит
В 2018 году в Актау состоялся 5-й Каспийский саммит. На этой встрече стороны подписали Конвенцию о правовом статусе Каспийского моря.
В документе говорится, что акватория прикаспийских стран составляет 15 миль. Поверхностные воды являются нейтральными, а большая часть биоресурсов Каспийского моря остаётся в общем пользовании.
Президенты подписали 8 документов, в том числе Конвенцию о правовом статусе Каспийского моря, Протокол о сотрудничестве в борьбе с терроризмом на Каспии и другие документы. Эти документы включают сотрудничество в области борьбы с организованной преступностью, экономики и торговли, транспорта, урегулирования конфликтов и пограничных ведомств.

## VI Каспийский Саммит
29 июня 2022 года в Ашхабаде состоялся 6-й Каспийский саммит. Ашхабад стал первым городом, в котором встреча глав прикаспийских государств прошла дважды.
На саммите были обсуждены актуальные вопросы сотрудничества на Каспии в различных сферах и реализация решений, принятых на предыдущих встречах, а также было принято совместное коммюнике, подтверждающее принципы деятельности прибрежных государств региона, среди которых: обеспечение безопасности и стабильности в регионе; обеспечение стабильного баланса вооружений прибрежных стран, военное строительство в пределах разумной достаточности с учётом интересов всех прибрежных стран, ненанесение ущерба безопасности друг друга; соблюдение согласованных мер доверия в сфере военной деятельности в духе предсказуемости и транспарентности; запрет на присутствие на Каспийском море вооружённых сил, не принадлежащих пяти прибрежным странам; непредоставление прибрежным государством своей территории третьим странам для военных действий против другого прибрежного государства.

## VII Каспийский Саммит
На Шестом каспийском саммите было решено, что следующий саммит состоится в Иране.